# Irkeschtam
Irkeschtam (kirgisisch/russisch Иркештам; nach anderen Umschriften Irkeshtam oder Irkeštam) ist ein Ort im kirgisischen Oblus Osch, gelegen östlich des Alai-Tales unmittelbar vor der kirgisisch-chinesischen Grenze in 2940 m Höhe. Irkeschtam hat etwa 400 Einwohner.
Orte in näherer Umgebung sind das 6 km südwestlich gelegene Nura, das am 6. Oktober 2008 von einem Erdbeben zerstört wurde, und Ikisjak in 13 km Entfernung.

## Grenzübergang nach China
Nach dem 165 km nordöstlich gelegenen Torugart-Pass ist der Grenzübergang bei Irkeschtam die zweitwichtigste Straßenverbindung zwischen Kirgisistan und China. Der Grenzort auf chinesischer Seite heißt Sumhana und liegt im Kreis Ulugqat im Bezirk Kizilsu in Xinjiang. Nach 55 km und nach Überqueren des 2931 m hohen Karabel-Passes erreicht man die Stadt Ulugqat.

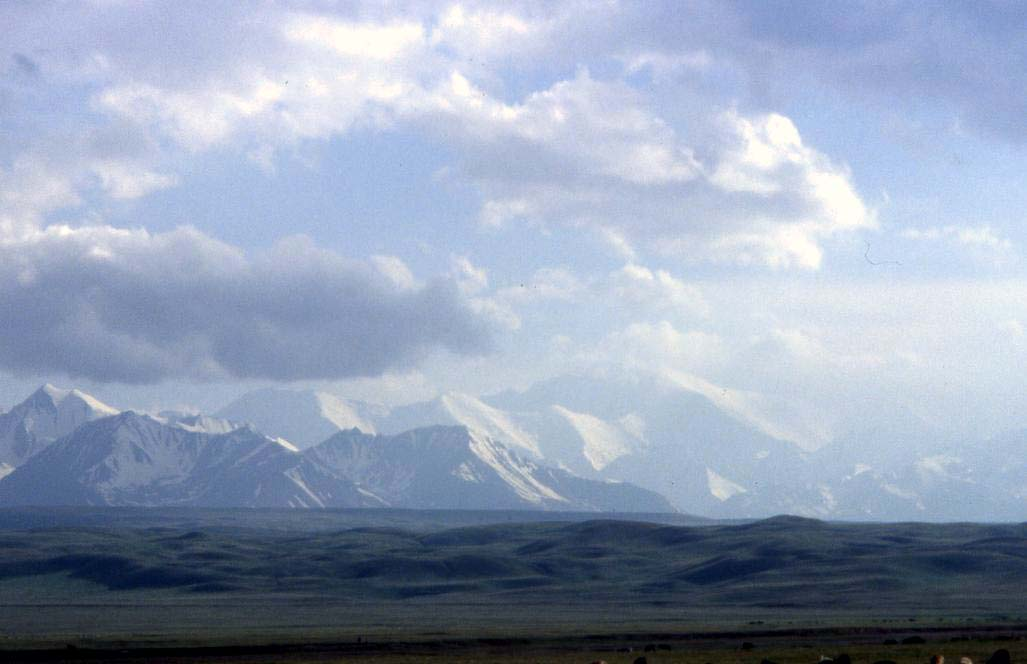
Blick von Irkeschtam zum Pik Lenin an der kirgisisch-tadschikischen Grenze

Irkeschtam stellt das östliche Ende der Europastraße 60 dar, die aus Tadschikistan kommend durch das Alai-Tal und Sarytasch führt, wo die E 60 die M 41-Fernstraße schneidet, die Osch im Ferghanatal über den Tschyiyrtschyk-Pass, den Taldyk-Pass und andererseits über den Kyzyl-Art-Pass mit Berg-Badachschan in Tadschikistan verbindet. Von Sarytasch in Richtung Osten ist der 3723 m hohe Irkeschtam-Pass zu überqueren, ehe die E 60 78 km nach Sarytasch an der kirgisisch-chinesischen Grenze endet.
Aufgrund der schlechten Infrastruktur, Schnee, Grenzformalitäten und dem teils geschlossenen Grenzübergang (lange Mittagspause) kann die Weiterfahrt nach China schwierig sein. Bis auf den Ostanstieg zum Pass, wo die Straße im Bau ist, ist die Strecke ab Sarytasch neu ausgebaut und in sehr gutem Zustand. Die Asiatische Entwicklungsbank stellte 32,8 Millionen US-Dollar für den Ausbau der 124 km langen Straße zwischen Irkeschtam und Osch zur Verfügung. Seit 2006 wird an dem Projekt gearbeitet. Die Straße auf chinesischer Seite nach Kaschgar ist ebenfalls in gutem Zustand, eine Autobahn Kaschgar–Irkeschtam ist geplant.
Der Pass wurde nach dem chinesisch-sowjetischen Zerwürfnis in den frühen 1960ern erst 1998 wieder geöffnet, bis 2002 jedoch nur für Warenverkehr. Heute überqueren pro Monat durchschnittlich tausend Fahrzeuge die Grenze bei Irkeschtam; die Grenze ist rund um die Uhr geöffnet, Inspektionen sind aber selten. Kirgisischen Fahrzeugen ist die Einreise nach China nicht möglich, sie müssen die geladenen Exportwaren, vor allem Schrott, vor der Grenze abladen, wo sie von chinesischen Fahrern abgeholt werden.